# ランバート (単位)
ランバート (lambert、記号 L) は、CGS単位系の輝度の単位である。その名前は、ドイツの数学者・物理学者であるヨハン・ハインリヒ・ランベルト（英語読みでランバート）に由来する。
1ランバートは、{\displaystyle {\frac {1}{\pi }}} カンデラ毎平方センチメートル （約0.31831 cd/cm²）と定義される。SIの単位では{\displaystyle {\frac {10^{4}}{\pi }}} カンデラ毎平方メートル (約3183.1 cd/m²)となる。
上記の定義のセンチメートルをフィートに置き換えたフィートランバート(Foot-lambert、記号 fl)という単位がアメリカでは用いられている。1フィートランバートは{\displaystyle {\frac {1}{\pi }}} カンデラ毎平方フィートと定義され、約3.4262591カンデラ毎平方メートルとなる。